# علی‌اصغر سیدآبادی
علی‌اصغر سیدآبادی (زادهٔ ۱۳۵۰ در سیدآباد) مروج کتاب‌خوانی، نویسنده کودک و نوجوان و پژوهشگر ادبیات کودک و نوجوان ایرانی است.
تا امروز حدود ۶۰ کتاب از او منتشر شده که موضوع برخی از آنها مباحث نظری ادبیات کودک و نوجوان و باقی داستان و شعر برای کودکان و نوجوانان است. سیدآبادی در سال ۱۳۹۷ از سوی انجمن نویسندگان کودک و نوجوان به عنوان یکی از کاندیداهای ایرانی برای دریافت جایزه آسترید لینگرن معرفی شده‌است.
او در سال ۱۳۹۳ برای مجموعهٔ ۳جلدی «قصه‌های بز زنگوله‌پا» به خاطر «استفادهٔ خلاقانه از یک قصهٔ قدیمی برای خلق آثار جدید، پرورش تفکر نقادانه در مخاطب و نگاه طنزآمیز به موضوع» از هفدهمین جشنوارهٔ کتاب کانون پرورش فکری کودکان و نوجوانان لوح تقدیر گرفت. از دیگر آثار سیدآبادی که جایزه گرفته‌اند می‌توان به مجموعه «قصه‌های شیرین مغزدار» و «خاله‌سوسکه با کی ازدواج کرد؟» اشاره کرد. هم‌چنین پژوهش او با عنوان شعر در حاشیه دربارهٔ شعر کودک و نوجوان ایران در ششمین دورهٔ پژوهش فرهنگی سال برگزیده شد.
سیدآبادی از ابتدای دولت یازدهم تا اواسط دولت دوازدهم به عنوان مشاور و مدیر با وزارت فرهنگ و ارشاد اسلامی همکاری داشته و برخی طرح‌های جدید برای ترویج کتاب‌خوانی در سطح ملی را طراحی و مدیریت کرده‌است.
[[پرونده:|بندانگشتی|علی اصغر سیدآبادی منبع: روزنامه ایران ]]
فریدون عموزاده خلیلی، نویسنده و مدیر انجمن نویسندگان کودک و نوجوان، در مراسم نکوداشت سیدآبادی دربارهٔ فعالیت‌های او در ترویج کتابخوانی گفته‌است: «پروسه ترویج کتاب‌خوانی از نویسنده، ناشر، کتاب‌فروش آغاز می‌شود و به پویایی مخاطب می‌رسد. همه این‌ها در سیدآبادی وجود دارد. او هم نویسنده است، هم دوره‌ای ناشر بوده، کتاب‌فروشی داشته، در رسانه فعال بوده و کارهای بسیاری در این زمینه انجام داده‌است.»
او که تحصیلات ابتدایی را در سیدآباد و دورهٔ راهنمایی را در نیشابور به پایان رسانده و در رشتهٔ روزنامه‌نگاری در دانشگاه علامه طباطبایی تحصیل کرده، با برخی از روزنامه‌های اصلاح طلب و نشریات کودک و نوجوان همکاری داشته و از جمله سردبیر پژوهشنامه ادبیات کودک و نوجوان بوده‌است.
وی در سال ۱۳۹۶ در حکمی به عنوان مشاور وزیر ارشاد در امور برنامه‌ریزی منصوب شد و در اواخر سال ۱۳۹۸ به آرامی از این سمت کناره گرفت.
علی‌اصغر سیدآبادی از دبیران هیئت نظارت بر کتاب کودک بوده‌است. وی همچنین از گزینه‌های پیشنهادی برای عضویت دوباره در این هیئت در سال ۱۳۹۲ بوده است.
در نوروز ۱۳۹۹ و همزمان با پاندمی کووید-۱۹ کتاب «هانا قهرمان ما» از او منتشر شد که در فاصله کوتاهی و با کمک داوطلبانه جمعی از تصویرگران و مترجمان سراسر دنیا به زبان‌های انگلیسی، ایتالیایی، فرانسه، آلمانی، ترکی، عربی، کردی، اسپانیایی، و لهستانی ترجمه شد. این اثر تاکنون به صورت فیزیکی چاپ نشده و تنها در شبکه‌های اجتماعی مجازی و از جمله در سایت شخصی خود او منتشر و توزیع شده‌است.

## جوایز
جوایز
- انتخاب به‌عنوان بهترین نویسنده سه دهه در زمینه کتاب‌های تصویری بازنویسی ـ مرکز مطالعات ادبیات کودک دانشگاه شیراز ـ۱۳۹۷[۱۶]
- دریافت جایزه بهترین کتاب تصویری کودک از جشنواره کانون پرورش فکری کودکان و نوجوانان برای مجموعه کتاب «قصه‌های بز زنگوله‌پا» ـ ۱۳۹۲[۱۷]
- دریافت کتاب سال شورای کتاب کودک در رشته داستان برای کتاب «شاهزاده بی‌تاج و تخت زیرزمین» سال ۱۳۸۹[۱۸]
- دریافت تندیس سرو سبز برای بازآفرینی افسانه‌های ایرانی برای مجموعه کتاب «قصه‌های شیرین مغزدار» سال ۱۳۸۸
- دریافت جایزه کتاب برتر در جشنواره کتاب برتر انجمن فرهنگی ناشران کودک و نوجوان برای مجموعه «قصه‌های شیرین مغزدار» سال ۱۳۸۸
- دریافت کتاب سال شورای کتاب کودک در رشته غیر داستان برای مجموعه «داستان فکر ایرانی» سال ۱۳۸۶[۱۹]
- دریافت کتاب سال شورای کتاب کودک در رشته شعر برای کتاب «بادکنک به‌شرط‌چاقو» ـ سال ۱۳۸۶[۱۹]

بین‌المللی
- انتخاب کتابِ «دیوها روزها از آدم‌ها می‌ترسند» با تصویرگری پیمان رحیمی‌زاده به‌عنوان یکی از ۱۵ کتاب برتر در نمایشگاه بین‌المللی کتاب کودک ـ موزه آفن باخ ـ آلمان ـ سال ۲۰۱۰[۲۰]
- راه‌یابی مجموعه «قصه‌های شیرین مغزدار» به فهرست کلاغ سفید ـ کتابخانه بین‌المللی مونیخ ـ سال ۱۹۹۹[۲۱]
- راه‌یابی شعر به تقویم بین‌المللی شعر به زبان انگلیسی و آلمانی با تصویرگری هدی حدادی ـ ۲۰۱۳[۲۲]
- نامزد جایزه لیتل هاکا در چین برای کتاب بیژن و منیژه با تصویرگری مرجان وفاییان ـ ۲۰۱۷[۲۳]

پژوهش و نقد
- برنده جایزه پژوهش ادبی از جشنواره پژوهش فرهنگی سال ـ سال ۱۳۸۲[۲۴]
- جایزه بهترین منتقد ادبیات کودک و نوجوان از جشنواره نقد ایران ـ سال ۱۳۸۴
- جایزه بهترین مقاله نظری از جشنواره مطبوعات کودک و نوجوان ـ سال ۱۳۸۲

روزنامه‌نگاری
- جایزه بهترین گزارش از جشنواره مطبوعات
- جایزه بهترین مصاحبه از خانه روزنامه‌نگاران جوان ـ سال ۱۳۷۵
- جایزه اول بخش روزنامه‌نگاری کودک و نوجوان ـ جشنواره مطبوعات (انجمن صنفی روزنامه‌نگاران ایران) ـ سال ۱۳۷۹
- جایزه دوم بهترین مقاله ـ جشنواره مطبوعات ـ سال ۱۳۸۱
- جایزه اول مقاله جشنواره روزنامه‌نگاری کتاب ـ سال ۱۳۸۲

جوایز دیگر
- معرفی به‌عنوان بهترین مروج کتاب‌خوانی به خاطر مجموعه فعالیت‌ها در جشنواره صد آفرین ـ ۱۳۹۷

## کتاب‌های او

### نظری و پژوهشی
- مقدمه‌ای بر مخاطب‌شناسی کتاب کودک: کتاب‌خوانی با واسطه ـ کانون پرورش فکری کودکان و نوجوانان ـ ۱۳۹۱
- عبور از مخاطب‌شناسی سنتی ـ انتشارات فرهنگ‌ها ـ ۱۳۸۴
- شعر در حاشیه: پژوهشی در شعر کودک و نوجوان ایران ـ انتشارات ویژه نشر ـ ۱۳۸۰

### رمان و داستان بلند
- بابابزرگ سبیل موکتی ـ نشر افق ـ ۱۳۹۲
- پروانه سفید و پنجره‌های رنگارنگ ـ نشر قطره ـ ۱۳۹۱
- شاهزاده بی‌تاج و تخت زیرزمین ـ نشر چشمه ـ ۱۳۸۹

### کتاب تصویری و مصور
- پسری که با یوزپلنگ حرف زد ـ تصویرگر: معصومه اعتبارزاده ـ نشر شهر قلم ـ ۱۳۹۷
- چشم آهو (از مجموعه کتاب‌های ۴ فصل) ـ تصویرگر: الهه بهین ـ انتشارات شهر قلم ـ ۱۳۹۷
- یوزی و خال‌خالی (از مجموعه کتاب‌های ۴ فصل) ـ تصویرگر: الهه بهین ـ انتشارات شهر قلم ـ ۱۳۹۷
- ماهک و سیاهک (از مجموعه کتاب‌های ۴ فصل) ـ تصویرگر: الهه بهین ـ انتشارات شهر قلم ـ ۱۳۹۷
- گورخر گم‌شده (از مجموعه کتاب‌های ۴ فصل) ـ تصویرگر: الهه بهین ـ انتشارات شهر قلم ـ ۱۳۹۷
- فیل بزرگ و خرگوش کوچک (از مجموعه نی‌نی‌آموز) ـ تصویرگر: مهدیه صفایی‌نیا ـ انتشارات شهر قلم ـ ۱۳۹۶
- گورخر کوچولو و مامانش (از مجموعه نی‌نی‌آموز) ـ تصویرگر: مهدیه صفایی‌نیا ـ انتشارات شهر قلم ـ ۱۳۹۶
- بادبادک‌ها و گوزن (از مجموعه نی‌نی‌آموز) ـ تصویرگر: مهدیه صفایی‌نیا ـ انتشارات شهر قلم ـ ۱۳۹۶
- یک کوسه و پنج ماهی (از مجموعه نی‌نی‌آموز) ـ تصویرگر: مهدیه صفایی‌نیا ـ انتشارات شهر قلم ـ ۱۳۹۶
- دوچرخه دو پا اسبی ـ تصویرگر: عطیه بزرگ‌سهرابی ـ انتشارات علمی و فرهنگی ـ ۱۳۹۵
- روزها دیوها از آدم‌ها می‌ترسند ـ تصویرگر: پیمان رحیمی‌زاده ـ انتشارات شباویز ـ ۱۳۸۵
- اسم تو چیست دختر کوچولو؟ ـ تصویرگر: نگین احتسابیان ـ انتشارات شباویز ـ ۱۳۸۵
- خانم معلم و آقای نقاش ـ تصویرگر: علی‌رضا گلدوزیان ـ انتشارات شباویز ـ ۱۳۸۲
- معصومه ـ تصویرگر: نسیم آزادی ـ انتشارات شباویز ـ ۱۳۸۱
- وقتی پدربزرگ بیاید ـ تصویرگر: علی عامه‌کن ـ انتشارات کتاب جمعه ـ ۱۳۸۰

### شعر
- A Rainbow in My pocket, London: Tiny Owl publisher، تصویرگر: هدی حدادی
- ماه بر ترک دوچرخه (مجموعه ۵ جلدی برگزیده شعر فارسی از آغاز تا امروز با توضیح و تاریخچه) ـ نشر ثالث ـ ۱۳۹۴
- اندازه همه گیلاس‌ها دوستت دارم ـ تصویرگر: عطیه بزرگ‌سهرابی ـ نشر چکه ـ ۱۳۹۳
- ماشین بازی (از مجموعه ترانه بازی) ـ تصویرگر: ایلگار رحیمی ـ نشر چکه ـ ۱۳۹۰
- دریا بازی (از مجموعه ترانه بازی) ـ تصویرگر: ایلگار رحیمی ـ نشر چکه ـ ۱۳۹۰
- خانه بازی (از مجموعه ترانه بازی) ـ تصویرگر: ایلگار رحیمی ـ نشر چکه ـ ۱۳۹۰
- پارک بازی (از مجموعه ترانه بازی) ـ تصویرگر: ایلگار رحیمی ـ نشر چکه ـ ۱۳۹۰
- سه‌چرخه بازی (از مجموعه ترانه بازی) ـ تصویرگر: ایلگار رحیمی ـ نشر چکه ـ ۱۳۹۰
- چه کسی کلاغ را اختراع کرد؟ ـ تصویرگر: حسن عامه‌کن ـ نشر چشمه ـ ۱۳۸۹
- بادکنک به‌شرط چاقو ـ تصویرگر: هدی حدادی ـ نشر افق ـ ۱۳۸۶
- مینی‌بوس دایی ـ تصویرگر: محمدحسین صلواتیان ـ انتشارات پیام آزادی ـ ۱۳۷۵

### بازنویسی و بازآفرینی افسانه‌های ایرانی
- عروسی بیژن و منیژه ـ تصویرگر: مرجان وفاییان ـ نشر چکه ـ ۱۳۹۵
- Bijan & Manije, London: Tiny Owl Publishing, 2016، تصویرگر: مرجان وفاییان
- شاهی در پوست پلنگ (از مجموعه شاهنامه از پنجره‌ای نو) ـ نشر پنجره ـ ۱۳۹۳
- کاخی که فروریخت (از مجموعه شاهنامه از پنجره‌ای نو) ـ نشر پنجره ـ ۱۳۹۳
- فریدون و پسرانش (از مجموعه شاهنامه از پنجره‌ای نو) ـ نشر پنجره ـ ۱۳۹۳
- امشب بزغاله‌ها خوابشان نمی‌آید (از مجموعه قصه‌های بزغاله زنگوله پا) ـ تصویرگر: حسن عامه‌کن ـ انتشارات منظومه خرد (ماهک) ـ ۱۳۹۲
- خانه خاله پیرزن دور نیست (از مجموعه قصه‌های بزغاله زنگوله پا) ـ تصویرگر: حسن عامه‌کن ـ انتشارات منظومه خرد (ماهک) ـ ۱۳۹۲
- مامان بزی پشت در است (از مجموعه قصه‌های بزغاله زنگوله پا) ـ تصویرگر: حسن عامه‌کن ـ انتشارات منظومه خرد (ماهک) ـ ۱۳۹۲
- بچه‌های بز زنگوله پا کجا بودند؟ (از مجموعه قصه‌های شیرین مغزدار) ـ تصویرگر: علی‌رضا گلدوزیان ـ انتشارات افق ـ ۱۳۸۸
- خرس دانا چرا به این روز افتاد؟ (از مجموعه قصه‌های شیرین مغزدار) ـ تصویرگر: علی‌رضا گلدوزیان ـ انتشارات افق ـ ۱۳۸۸
- روباه غذای لک‌لک را چه جوری خورد؟ (از مجموعه قصه‌های شیرین مغزدار) ـ تصویرگر: علی‌رضا گلدوزیان ـ انتشارات افق ـ ۱۳۸۸
- کدو قلقله زن کی برگشته بود؟ (از مجموعه قصه‌های شیرین مغزدار) ـ تصویرگر: علی‌رضا گلدوزیان ـ انتشارات افق ـ ۱۳۸۸
- خاله سوسکه با کی ازدواج کرد؟ (از مجموعه قصه‌های شیرین مغزدار) ـ تصویرگر: علی‌رضا گلدوزیان ـ انتشارات افق ـ ۱۳۸۸

### تاریخ و اندیشه
- ایران چگونه ایران شد؟: از آغاز تاریخ تا نخستین حکومت سراسری در ایران (اولین جلد از مجموعه تاریخ با غرغرهای اضافه) ـ انتشارات آفرینگان ـ ۱۳۹۲
- این نقشه بزرگ چرا کوچک شد؟: از ظهور تا سقوط هخامنشیان (دومین جلد از مجموعه تاریخ با غرغرهای اضافه) ـ انتشارات آفرینگان ـ ۱۳۹۲
- نخستین تجربه استعمار غربی در ایران: از آغاز سلوکیان تا پایان اشکانیان (سومین جلد از مجموعه تاریخ با غرغرهای اضافه) انتشارات آفرینگان ـ ۱۳۹۲
- سرگذشت شعر در ایران (از مجموعه فرهنگ و تمدن ایرانی) ـ انتشارات افق ـ ۱۳۹۱
- ایران در آستانه تغییر: از حمله افغان‌ها تا مشروطه (از مجموعه داستان فکر ایرانی) ـ انتشارات افق ـ ۱۳۸۶
- تولد دوباره: ورود اسلام به ایران (از مجموعه داستان فکر ایرانی) ـ انتشارات افق ـ ۱۳۸۴
- دموکراسی: گفت‌وگو با رامین جهانبگلو ـ نشر اگر— ۱۳۸۳
- دموکراسی: گفت‌وگو با رامین جهانبگلو (کردی) ـ عنوان و نام پدیدآور: دیموکراسی: وت‌وویژ له گه‌ل رامین جه‌هانبه‌گلوو/ ئاماده‌کردن عه‌لی‌ئه‌سغه‌ر سه‌یدئابادی؛ وه‌رگیرانی بو کوردی خالید عه‌لیزاده، کاوه عه‌لیزاده. مشخصات نشر: سقز: گوتار، ۱۳۹۰
- اینترنت: گفت‌وگو با یونس شکرخواه ـ نشر اگر ـ ۱۳۸۳
- اینترنت: در گفت‌وگو با یونس شکرخواه. (کردی) ـ عنوان و نام پدیدآور: ئینترنت/ ئاماده‌کردنی عه‌لی‌ئه‌سغه‌ری سه‌یدئابادی؛ وه‌رگیرانی بو کوردی خالید عه‌لیزاده، کاوه عه‌لیزاده. مشخصات نشر: سقز: گوتار، ۱۳۹۱.
- فلسفه: گفت‌وگو با محمد ضیمران ـ نشر اگر ـ ۱۳۸۳
- ملاصدرا ـ انتشارات مدرسه ـ سال ۱۳۸۲